# アレッサンドロ・ピッチニーニ
アレッサンドロ・ピッチニーニ（Alessandro Piccinini, 1566年12月30日 - 1638年頃）は、末期ルネサンスから初期バロックにかけてのイタリアのリュート奏者、作曲家。同時代のジョヴァンニ・ジローラモ・カプスペルガーとともに、リュート、テオルボの名手として知られた。2巻のリュートおよびキタローネのためのタブラチュア集を残した。

## 生涯
1566年12月30日にボローニャで生まれる。彼の父親のレオナルド・マリアもリュート奏者であり、アレッサンドロは父からリュートの手ほどきを受けたと思われている。彼の兄弟、ジローラモとフィリッポ、また息子のレオナルド・マリアもリュート奏者であり、ピッチニーニ家はリュート奏者の一族であった。
彼は16歳のときにうけたマントヴァの宮廷からの誘いを断り、フェラーラのエステ家の宮廷に仕えた父に付き従って一家でフェラーラに行っている。雇い主のアルフォンソ2世が1597年に死去した後も、司教ピエトロ・アルドブランディーニに仕え、父とともにフェラーラにとどまっている。この時期のフェラーラ宮廷の音楽家にはルッツァスコ・ルッツァスキがいた。その後1608年にはフェラーラの在教皇庁大使であるエンツォ侯爵に従ってローマに移る。エンツォ邸ではジローラモ・フレスコバルディと同僚であった。1611年にエンツォ公爵がローマを離れるのを期にボローニャに戻ったようである。ピッチニーニの死に関して、詳しい事はわかっていないが、1638年の12月にはすでに死去していた事が書簡などからわかる。
ピッチニーニは彼の同時代人ジョヴァンニ・ジローラモ・カプスペルガーとともに、ルネサンス末期から初期バロックにかけてのイタリアにおけるリュート、テオルボの名手として今日でも有名である。ピッチニーニの同じボローニャ出身で同世代の作曲家アドリアーノ・バンキエリは「リュート奏者で（ピッチニーニと）並び立つものはいない」と評している。

## 作品と出版
ピッチニーニは2巻のタブラチュア集を出版している。第1巻 Intavolatura di liuto, et di chitarrone Libro primo は1623年、ボローニャで出版され、フェリペ2世の娘であるスペイン王女イザベラに献呈されている。第1巻の前半はリュート用の作品集であり、アリア、コレンテ、カンツォーナ、ガリアルダ、リチェルカーレ、トッカータ等を含んでいる。後半にはキタローネのためのコレンテ、ガリアルダ、パルティータ、トッカータなどが掲載されている。第2巻 Intavolatura di liuto Libro Secondo は、ピッチニーニの死後である1639年に、彼の息子、レオナルド・マリアの手でやはりボローニャで出版されている。第2巻に含まれるタブラチュア譜はすべてリュートのためのものである。これら2巻のタブラチュア集でいうリュート Liuto とは拡張バス弦付きの14コースリュート・アティオルバートを指しており、拡張弦をもたない10コース以下のルネサンスリュートでは演奏できない曲を多く含んでいる。
これらタブラチュア集の他にも、キタローネのタブラチュアを収集したモデナ写本にもピッチニーニ作とされる作品が、カプスペルガーの作品とともに収録されている。
ピッチニーニの作品には、ガリアルダ、コレンテ等のルネサンス以来リュートで頻繁に演奏されてきた舞曲が多く含まれる一方、トッカータ、リチェルカーレ等では走句の作り方や半音階の使用などに鍵盤楽器における同種の音楽の影響が見られる。
タブラチュア集第1巻の冒頭には «A gli studiosi»（学者（学生）へ） で始まる34の短い章からなる緒言が掲載されており、リュートの様々な奏法やテクニックに関する示唆が含まれている。これらは時折譜例等を含めて記述されており、この時代のリュートの奏法を研究する上で重要な資料の一つである。
さらに、この緒言の最後の章 dell'Arciliuto & Inuentore di esso（アーチリュート、およびその発明者について）では、自分こそがアーチリュート（リュート・アティオルバート）の発明者であると主張している。その記述によれば、リュートに拡張ネックと拡張バス弦を付け加えたのは1594年に彼が発明した楽器が最初であるとし、当時拡張バス付きのリュートに対して一般的だった「リュート・アティオアルバート」(Liuto attiorbato「テオルボ化されたリュート」) の呼称はミスリーディングであり、アーチリュート Arciliuto と呼ぶべきであると主張している。

## 注
1. ↑  リュートのレパートリーにおける「リチェルカーレ」は、対位法的な楽曲ではなくむしろモノフォニックな即興的な音楽を指す傾向があった（ダ・ミラノの作品など）。一方、鍵盤音楽の分野におけるリチェルカーレはいわゆるフーガのように対位法的な作品を指す事が多かった（カヴァツォーニやアンドレーア・ガブリエーリの作品など）。ピッチニーニが書いている4曲のリチェルカーレはどれも対位法的作品であり、しかも模倣が厳格である。
2. ↑  項目アーチリュートも参照。